# Muktsar
Muktsar (eller Sri Muktsar Sahib) är en stad i delstaten Punjab i norra Indien, och är administrativ huvudort för ett distrikt med samma namn. Folkmängden uppgick till 116 747 invånare vid folkräkningen 2011.